# 吳文雅
吳文雅，台灣嘉義縣人，國立政治大學畢業，美國德州農工國際大學管理碩士主修國際貿易，曾任中華民國經濟部國際貿易局科員、科長、副組長、組長、經濟部駐洛杉磯商務組組長、國際貿易局副局長、國際貿易局局長、中華民國駐馬來西亞代表及中華民國駐斯洛伐克代表、中華民國對外貿易發展協會副董事長，現任中華民國企業永續發展協會秘書長。2001年國貿局局長任內，負責推動台灣正式加入世界貿易組織。
在2008年7月2日的改選中，王志剛與吳文雅獲得中華民國對外貿易發展協會董事會的同意，接掌貿協的正副董座。